# Ота (Аленкер)
Ота (порт. Ota) — район (фрегезия) в Португалии, входит в округ Лиссабон. Является составной частью муниципалитета Аленкер. По старому административному делению входил в провинцию Эштремадура. Входит в экономико-статистический субрегион Оэште, который входит в Центральный регион. Население составляет 1198 человек на 2001 год. Занимает площадь 46,36 км².
Покровителем района считается Святой Дух (порт. Espírito Santo).